# Pierre Clostermann
Pierre  Henri Clostermann (Curitiba, 28 de fevereiro de 1921 – Montesquieu-des-Albères, França, 22 de março de 2006) foi um piloto de caça, ás condecorado da Segunda Guerra Mundial, escritor, engenheiro e político franco-brasileiro. Ele entrou para a história como o único brasileiro conhecido por participar do Dia D, o 6 de junho de 1944, que marcou o desembarque das tropas aliadas nas praias da Normandia, no norte da França, então ocupada pelos nazistas.

## Ás da aviação
Filho de diplomata francês em serviço no Brasil, um ano após seu nascimento, seus pais retornaram a França, mas durante sua juventude passava suas férias no Brasil.  Em 1937 voltou mais uma vez ao país para estudar no Liceu Franco-Brasileiro, no Rio de Janeiro. Ao mesmo tempo, passou a escrever colunas para o jornal Correio da Manhã e obteve seu brevet de piloto no Aeroclube Brasileiro. Com fim da Batalha de França, vencida pela Alemanha, recebeu um telegrama de seu pai com a mensagem:
Junte-se ao general de Gaulle ou não será mais meu filho.
Em 1940 seguiu para a Inglaterra para juntar-se à força aérea da França Livre como parte da RAF, entrando combate em 1942.  Em 11 de junho de 1944, ele e seu companheiro Jacques Remlinger foram os primeiros pilotos da França Livre a pousarem em solo francês libertado.
Tinha um primo distante alemão piloto da Luftwaffe, chamado Bruno Klostermann, que faleceu em 14 de janeiro de 1945 durante um combate aéreo, pilotando um Messerschmitt Bf 109.
Voando com Hawker Tempest e Spitfire, Pierre Clostermann torna-se ás da aviação com 33 vitórias aéreas até o fim da guerra, sendo considerado como o "Primeiro Ás da França".

## Político, escritor e executivo
Em 1946 elege-se pela primeira vez deputado francês, sendo reeleito seguidamente. Dois anos depois inicia a atividade de escritor, lançando Le Grand Cirque (O Grande Circo), sucesso de vendas na época e traduzido para várias línguas. Já formado engenheiro aeronáutico e num período de pausa na política, ocupou cargos executivos nas empresas de aviação Max Holste e Cessna Aircraft Company.

## Homenagens
Dentre as diversas homenagens que recebeu como a Grã Cruz da Legião de Honra, a Silver Star, a Distinguished Service Cross (Estados Unidos da América), recebeu também em 2004 a Medalha do Mérito Santos-Dumont brasileira, ato registrado no documentário Um Brasileiro no Dia D.

## Livros
Títulos traduzidos para o português:
- O Grande Circo, Editora Flamboyant, 1961[6]
- Fogo no Céu, Editora Flamboyant, 1966
- Episódios da Guerra Aérea na Argélia, Editora Flamboyant, 1961

## Livros em francês
- Le Grand Cirque : mémoires d'un pilote de chasse FFL dans la RAF, éditions Flammarion, Paris, 1948, 307 p., (notice BnF no FRBNF19536861). Nombreuses rééditions, dont, au format de poche : Éditions J'ai lu, coll. « Leur aventure » no A42/43. Adaptation en bande dessinée par Christian Mathelot en 1950, aux éd. Flammarion.
- Feux du ciel, éditions Flammarion, Paris, 1951, 278 p., (notice BnF no FRBNF31953684). Réédition au format de poche : Éditions J'ai lu, coll. « Leur aventure » no A6.
- Appui-feu sur l'oued Hallaïl, éditions Flammarion, coll. « L'Aventure vécue », Paris, 1960, 221 p., (notice BnF no FRBNF32952497).
- Des poissons si grands, Flammarion, 1963
- Spartacus, l'espadon, Paris, Flammarion, 1989 (ISBN 978-2-08-066421-1)
- Clostermann et Daniel Costelle, Une sacrée guerre! : Daniel Costelle questionne et enregistre les réponses de l'auteur sur sa vie, sa guerre et ses aventures, 1921-1945, Paris, Flammarion, coll. « Fiction Française », 1990 (ISBN 978-2-08-066445-7 et 2-080-66445-X)
- Mémoires au bout d'un fil, Paris, Arthaud, 1994, 351 p. (ISBN 978-2-7003-1040-5)
- L'histoire vécue : un demi-siècle de secrets d'État, Paris, Flammarion, 1998, 321 p., + 8 p. de planches illustrées (ISBN 2-08-067586-9, notice BnF no FRBNF36991180).
- Le Grand Cirque 2000 : mémoires d'un pilote de chasse FFL dans la RAF, Paris, J'ai lu, 2002 (ISBN 978-2-290-32430-1) (édition refondue de l'ouvrage de 1948)
- Une vie pas comme les autres : mémoires, Paris, Flammarion, 2005 (ISBN 978-2-08-068824-8)

## Aterragem de emergência em Vila Real
Em 1958, um avião pilotado por Pierre Clostermann foi obrigado a fazer uma aterragem de emergência na Campeã, uma localidade perto de Vila Real. O piloto, que terá saído ileso dessa arriscada aterragem, foi para Vila Real, onde se hospedou por uns dias no Hotel Tocaio. A cidade pacata que Vila Real então era ficou em polvorosa com a presença de Clostermann.